# Уоллес Екерс
Сер Уоллес Алан Екерс (англ. Sir Wallace Alan Akers, 9 вересня 1888 — 1 листопада 1954) — британський хімік і промисловець. Починаючи свою академічну кар'єру в Оксфорді, спеціалізувався на фізичній хімії. Під час Другої світової війни з 1941 по 1945 рік був директором проєкту Tube Alloys, таємної програми, спрямованої на дослідження та розвиток можливостей британської атомної зброї. Після війни був директором з досліджень в Imperial Chemical Industries (ICI). Також був членом Консультативної ради Департаменту наукових і промислових досліджень і комітету, який розробив організацію того, що потім стало Управлінням з атомної енергії Сполученого Королівства. Помер у 1954 році у віці 66 років.

## Біографія
Уоллес Алан Екерс народився у Волтемстоу, Англія, як друга дитина бухгалтера Чарльза Ейкерса та його дружини Мері Етельреди, уродженої Браун. Здобув освіту в школі Лейк-Хаус у Бексгілл-он-Сі, Ессекс, і в Олденхемській школі в Хартфордширі. Вступив до Крайст-Черча в Оксфорді, де спеціалізувався на фізичній хімії і закінчив його з відзнакою в 1909 році
Після університету він приєднався до Brunner Mond &amp; Company у Віннінгтоні, графство Чешир, як дослідник. У 1924 році приєднався до компанії Borneo Company, де працював її генеральним директором на Далекому Сході. Повернувся до Англії в 1928 році, щоб приєднатися до Imperial Chemical Industries, в яку раніше об'єднався Brunner Mond. У 1931 році став головою біллінгемського відділу ICI. В основному це стосувалося виробництва аміаку з використанням водню під високим тиском, оскільки аміак був одним із найприбутковіших продуктів компанії на той час.
Між 1933 і 1936 роками він брав участь у проєкті виробництва синтетичного бензину шляхом гідрогенізації вугілля. Керівництво ICI планувало конкурувати з нафтовими компаніями. Стало зрозуміло, що процес не буде конкурентоспроможним, але оскільки він мав оборонні наслідки, він шукав державних субсидій. У цьому йому протистояв сер Джон Андерсон, постійний секретар міністерства внутрішніх справ. Зміна уряду після загальних виборів у жовтні 1931 року принесла з собою зміну політики, і він зміг отримати певне фінансове полегшення.
Протягом 1941 року Екерс був завербований британським воєнним урядом як директор проєкту Tube Alloys, таємної програми, спрямованої на дослідження та розвиток британського потенціалу атомної зброї. Це допомогло спонукати Британію та Америку піти шляхом, який привів до Манхеттенського проєкту та, зрештою, до атомних бомбардувань Хіросіми та Нагасакі. Офіційний історик Маргарет Ґовінг зазначила, що «Безсумнівно, Екерс був обраний за його особистість і мотивацію, які вважалися такими важливими і якими володів у надлишку».
Походження Екерса в ICI призвело до труднощів, коли справа дійшла до американського Манхеттенського проєкту. Американські посадовці, такі як Ванневар Буш, Джеймс Конант і Леслі Гроувс, бачили в ньому «людину Imperial Chemical Industries в глибині душі», він викликав у американців підозри, що британський інтерес до атомної енергії був з її комерційними можливостями після війни. У результаті Джеймс Чедвік був призначений керівником британської місії Манхеттенського проєкту, але Екерс залишався директором Tube Alloys до кінця війни.
У 1946 році Ейкерс повернувся до правління ICI, де працював директором з досліджень до квітня 1953 року, коли він пішов у відставку, досягнувши обов'язкового пенсійного віку в 65 років. Заснував університетські дослідницькі стипендії та пожертвував гроші університетським лабораторіям на дослідницькі цілі. У 1946 році заснував Butterwick Research Laboratories для проведення фундаментальних досліджень, не пов'язаних з комерційними цілями. Пізніше вони були перейменовані в дослідницькі лабораторії Ейкерса на його честь.
У 1944 році Екерс був призначений командором Ордена Британської імперії (CBE) і був посвячений у лицарі в 1946 році за заслуги у військових діях. У 1953 році став членом Королівського товариства та отримав почесні ступені доктора наук. з Даремського університету та DCL з Оксфордського університету.
Після виходу на пенсію залишився членом Консультативної ради Департаменту наукових і промислових досліджень і був частиною комітету з трьох осіб у квітні 1953 року, який розробив організацію того, що стало Управлінням з атомної енергії Сполученого Королівства. Був членом науково-дорадчого комітету Національної галереї, пізніше став опікуном, і був скарбником Хімічного товариства з 1948 по 1954 рік. Одружився з Бернадетт Марі Ла Марр у 1953 році та помер у їхньому будинку в Алтоні, Гемпшир, 1 листопада 1954 року.